# Edoardo Iachizzi

a Compétitions nationales et continentales officielles uniquement.

b Matchs officiels uniquement.
Dernière mise à jour le 25 août 2024.
Edoardo Iachizzi, né le 26 mai 1998 à Rome (Italie), est un joueur international italien de rugby à XV évoluant aux postes de troisième ligne aile ou de deuxième ligne au sein du Benetton Trévise en United Rugby Championship.

## Biographie

### Jeunesse et formation
Edoardo Iachizzi naît à Rome dans une famille où le rugby à XV tient une place importante, il commence le rugby vers l'âge de six ans au sein de l'Unione Rugby Capitolina,,. En 2016, il fait son départ d'Italie et rejoint les espoirs de l'USA Perpignan dès l'âge de dix-huit ans. Avec cette équipe, il en est notamment le capitaine et il remporte le Championnat de France espoirs en 2017, bien qu'il ne dispute pas la finale,.
Il est sélectionné en équipe d'Italie des moins de 17 ans. Par la suite, il est retenu avec l'équipe d'Italie des moins de 20 ans en 2017 avec laquelle il participe au Tournoi des Six Nations des moins de 20 ans ainsi qu'au Championnat du monde junior. L'année suivante, il participe au Tournoi des Six Nations des moins de 20 ans 2018 où il dispute cinq rencontres et inscrit deux essais.
Il est tout d'abord formé en troisième ligne avant d'être déplacé en deuxième ligne par la suite, faisant de lui un joueur polyvalent,.
À côté du rugby, il entreprend une licence d'histoire au sein de l'université de Perpignan,.

### Débuts professionnels à l'USA Perpignan, puis transfert et progression au RC Vannes (2018-2022)
Edoardo Iachizzi est retenu pour la première fois avec l'équipe professionnelle de l'USA Perpignan en février 2018 à l'occasion d'une rencontre de Pro D2 face à l'USON Nevers où il est remplaçant,. C'est son seul match de la saison et à la fin de cette dernière, son club est sacré champion de France de Pro D2 et accède au Top 14. Lors de la fin de saison, il participe au Championnat du monde junior pour la seconde année.
La saison suivante, il ne dispute aucune rencontre de Top 14 mais fait ses débuts en Challenge européen où il prend part à quatre rencontres, dont deux en tant que titulaire, lors de la phase de poules. À la fin de la saison, son club est relégué en Pro D2.
Durant la saison 2019-2020, il dispute son seul match face à Provence Rugby en début de saison.
Durant l'été 2020, il est annoncé qu'il rejoint le RC Vannes pour une durée de trois ans, avec qui il signe son premier contrat professionnel,. Cependant, il subit une blessure à l'acromio lors d'un match amical pendant le mois d'août. Finalement, il dispute son premier match sous ses nouvelles couleurs en octobre face à Rouen Normandie Rugby où il est titularisé au poste de troisième ligne aile lors de la sixième journée de Pro D2. Deux mois plus tard, il inscrit son premier essai en professionnel contre le club de Soyaux Angoulême XV. Pour sa première saison complète en tant que joueur professionnel, il prend part à vingt-cinq matchs, quinze en tant que titulaire, et inscrit deux essais.
Lors de la saison suivante, il se fait opérer du bras en décembre et est indisponible pour une durée de quatre mois. Il fait son retour en avril 2022 et dispute les trois derniers matchs de la saison de Pro D2. Cette saison-là, il a disputé dix matchs et inscrit un essai. En juin suivant, il dispute une rencontre avec l'équipe d'Italie A (en) (équipe réserve) contre la Namibie.

### Premières convocations avec l'Italie et transfert au Benetton Trévise (depuis 2023)
Durant la saison 2022-2023, il est plus souvent aligné au poste de deuxième ligne, alors qu'il est régulièrement placé en troisième ligne aile depuis son arrivée à Vannes. Ce déplacement à ce poste, en plus de prestations convaincantes avec l'équipe d'Italie A lors d'un stage suivi d'une rencontre amicale contre la Roumanie en début d'année 2023, lui vaut une première convocation en équipe d'Italie en vue du Tournoi des Six Nations 2023. Dès la première journée, il est remplaçant pour la rencontre face à la France et il dispute ses premières minutes internationales après avoir remplacé Niccolò Cannone en fin de rencontre. Il est ensuite retenu sur la feuille de match lors des quatre journées suivantes et est notamment titularisé pour la première fois face à l'Écosse lors du dernier match,,,. Durant la compétition, il est annoncé qu'il fait son retour dans son pays natal en signant pour le Benetton Trévise à compter de la saison 2023-2024 et pour une durée de trois ans,. Pour sa dernière saison à Vannes, il dispute un total de dix-sept rencontres et inscrit un essai. En mai 2023, il est convoqué par l'équipe d'Italie dans un groupe de 47 joueurs pour préparer la Coupe du monde 2023.
Cependant, il ne fait pas partie de la sélection finale. Il rejoint alors sa nouvelle équipe, avec qui il fait ses débuts lors de la première journée du United Rugby Championship (URC) face à Cardiff Rugby où il est aligné sur le banc, ils réussissent à s'imposer 23 à 22 à l'extérieur. La journée suivante, il est titularisé au poste de deuxième ligne et son équipe réalise une bonne prestation en tenant en échec 13 à 13 le Munster, champion en titre, à domicile,. Par la suite, il enchaîne les rencontres en tant que titulaire, exclusivement en deuxième ligne. En janvier 2024, il est convoqué pour le Tournoi des Six Nations. Cependant, il est contraint de déclarer forfait à cause d'une blessure à l'épaule pour la première rencontre alors qu'il est prévu sur le banc,. Puis, il ne peut pas non plus postuler pour les deux journées suivantes, toujours pour la même cause,. Début mars, il fait son retour sur les terrains avec le Benetton Trévise et ne joue donc aucune rencontre dans le Tournoi,. Pour sa première saison en Italie, il joue dix-sept rencontres dont dix comme titulaire et inscrit un essai.
Début juin 2024, il est convoqué en équipe d'Italie dans un pré-groupe afin de préparer la tournée estivale. Une semaine plus tard, il est confirmé dans ce groupe. Il joue deux matchs contre les Samoa et les Tonga.

## Statistiques

### Statistiques en équipe nationale
Edoardo Iachizzi compte 8 capes en équipe d'Italie, dont 2 en tant que titulaire, depuis sa première sélection le 5 février 2023 face à la France.

## Palmarès

### En club
- Vainqueur du Championnat de France espoirs en 2017 avec l'USA Perpignan.
- Vainqueur de la Pro D2 en 2018 avec l'USA Perpignan.

### En équipe nationale
Néant